# Persoonieae

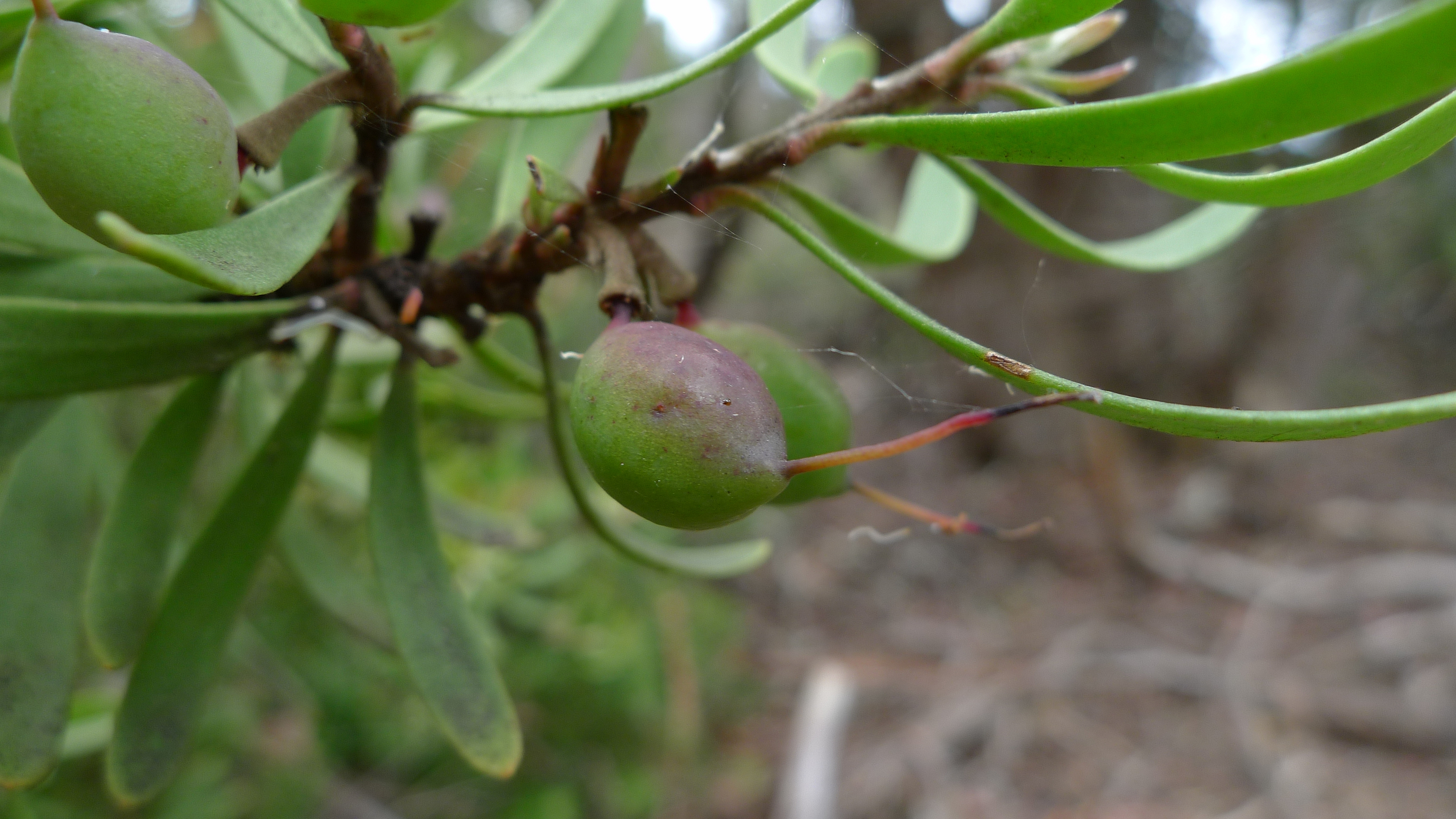
Frutto di Persoonia muelleri

Persoonieae (Rchb., 1828) è una tribù di piante appartenente alla famiglia Proteaceae.

## Descrizione
Le piante di questa tribù sono cespugli e piccoli alberi, principalmente presenti in comunità di sclerofille, talvolta però con estensione alle zone alpine o semiaride.
Tutte le foglie sono intere.
I fiori sono bisessuali.
Gli stami sono solitamente tutti fertili o, più raramente, gli anteriori non sono fertili.
Le ghiandole ipogine sono corte e spesse.
I frutti sono drupe; l'endocarpo legnoso si sviluppa dall'epidermide interna in mezzo ai semi.
I semi, che sono singoli per ogni drupa, sono orientati longitudinalmente o obliquamente all'interno della drupa; hanno forma ovoide, raramente di aspetto compresso, e sono privi di ali.
I cotiledoni possono essere ellittici o lineari, sessili, con sezione semicircolare o triangolare. 
Il numero di cromosomi è n = 7, raramente n = 14.

## Distribuzione e habitat
Le specie costituenti questa tribù sono presenti in Australia, ad eccezione di un genere monospecifico presente in Nuova Caledonia ed un altro presente in Nuova Zelanda.
Le specie sono tutte endemiche.

## Tassonomia
La pubblicazione Flora of Australia Online riporta una tribù composta da 4 generi e 99 specie in Australia, Nuova Zelanda e Nuova Caledonia (l'Australian Plant Census attualmente (marzo 2012) ne annovera 102). 
I 4 generi costituenti la tribù sono:
- Acidonia L.A.S. Johnson & B.G. Briggs, 1975
- Garnieria Brongn. & Gris, 1871
- Persoonia Sm., 1798
- Toronia L.A.S. Johnson & B.G. Briggs, 1975

Il genere Pycnonia L.A.S. Johnson & B.G. Briggs, (1975) è stato incluso nel genere Persoonia (Pycnonia teretifolia è ora accettata come Persoonia teretifolia).
In precedenza Weston definì i 4 generi della tribù come membri della sottotribù Persooniinae; in seguito, il taxon fu elevato al rango di tribù a causa dell'esclusione del genere Bellendena dalla sottofamiglia Persoonioideae.